# Narceja
A narceja (Gallinago paraguaiae) é uma espécie de ave sul-americana, caradriiforme, da família dos escolopacídeos. Mede cerca de 30 cm de comprimento, possuindo bico longo e reto, dorso escuro com faixas amareladas.

## Etimologia
A tradução para "narceja" em inglês é snipe. A partir de tal termo anglófono originá-se termo sniper (algo como "narcejeiro" ou caçador de narcejas em português), o qual é utilizado para referir-se aos atiradores especiais. Tal termo foi cunhado porque, caçadores de narcejas devem ter um ótima pontaria, precisão e reflexos para atingir em cheio essas velozes e ariscas aves.[carece de fontes?]
Também é chamada pelos seguintes nomes populares:   narceja-neotropical, agachada, agachadeira, atim, batuíra, berrumeira, bico-de-ferro, bico-rasteiro, bicudo, corta-vento, maçarico-d'água, maçarico-d'água-doce, minjolinho, monjolinho, narceja-comum, narceja-miúda, narcejinha, rapaz e rapazinho.
O nome narceja foi selecionado como nome vernáculo técnico para a espécie pelo Comitê Brasileiro de Registros Ornitológicos (CBRO) em 2021.

## Na cultura popular
A narceja foi muito citada durante o filme Up, da Pixar Animation Studios, especialmente pelo personagem Carl Fredericksen. A ave é também citada na coleção Crônicas de Nárnia do autor C.S. Lewis em O cavalo e seu menino. Foi citada ainda no drama sul-coreano Mother.
Bibliograficamente, foi mencionada em Anna Kariênina (Anna Karenina), de Liev Tolstói, e por José de Alencar na obra Iracema no momento em que Batuireté, pajé pitiguara e avô de Poti, diz, moribundo, ao ver seu neto ao lado do estrangeiro Martim, que Tupã quisera que seus olhos vissem o gavião branco junto da narceja. Érico Veríssimo também cita a ave em Incidente em Antares.
O desenho estilizado de uma narceja é símbolo da classe Snipe de regatas a vela.